# Odontologue
 (février 2023).
Améliorez-le ou discutez des points à vérifier. 
L'odontologue est spécialisé dans l'identification dentaire. Il participe aux enquêtes de police et travaille en collaboration avec le médecin légiste.
La très grande majorité des odontologues est rattachée à des laboratoires judiciaires et établissent, pour un cadavre, l'état exact de chacune de ses dents. C'est souvent le seul moyen fiable d'établir l'identité d'un corps.
Carl Ringelmann est le premier à avoir enseigné l'odontologie à l'Université de Wurtzbourg à Nuremberg en 1807.